# Cladocroce spathiformis
Cladocroce spathiformis är en svampdjursart som beskrevs av Topsent 1904. Cladocroce spathiformis ingår i släktet Cladocroce och familjen Chalinidae. Inga underarter finns listade i Catalogue of Life.